# Bernardo Bertolucci
Bernardo Bertolucci (Parma, 16 maart 1941 – Rome, 26 november 2018) was een Italiaans schrijver en filmregisseur.

## Biografie
Bertolucci werd geboren te Parma, als oudste zoon van Attilio Bertolucci, een kunsthistoricus en dichter. Ook Bernardo's broer Giuseppe Bertolucci zou filmregisseur en scenarioschrijver worden. Bernardo Bertolucci begon met schrijven op zijn vijftiende, en ontving al snel belangrijke literaire prijzen zoals de Premio Viareggio voor zijn eerste boek. De achtergrond van zijn vader hielp hem bij zijn carrière: Bertolucci senior had de Italiaanse filmmaker Pier Paolo Pasolini geholpen bij het publiceren van diens eerste roman, en op zijn beurt gaf Pasolini de jonge Bernardo een baan als eerste assistent in Rome bij Accattone (1961). Maar Bertolucci's talent was al herkend door anderen, zoals Sergio Leone, die hem vroeg de verhaallijn voor Once Upon a Time in the West te schrijven.
Bertolucci regisseerde zijn eerste film op zijn 21e (La commare secca, 1962) kort daarop gevolgd door de veelgeprezen Prima della rivoluzione (1964).
De enorme groei van de Italiaanse cinema waardoor Bertolucci op gang kwam, vlakte af, toen de Italiaanse filmindustrie tijdens de jaren zeventig de gevolgen van wereldwijde recessie begon te voelen. Om in de steeds internationaler werkende filmwereld hun films te kunnen blijven financieren en de competitie aan te kunnen, werden regisseurs er in toenemende mate toe gedwongen samen te werken met Franse, Amerikaanse, Zweedse en Duitse filmbedrijven. Bertolucci vormde geen uitzondering. Last Tango in Paris (1972), met Marlon Brando en Maria Schneider, was een voorbeeld van de nieuwe trend onder Italiaanse filmmakers om een hogere opbrengst te genereren door buitenlandse acteurs de hoofdrol te geven: in Last Tango had slechts één Italiaanse acteur een belangrijke rol (Massimo Girotti). Bertolucci's 1900 (1976), met in de hoofdrollen Burt Lancaster, Donald Sutherland, Robert De Niro, en Gérard Depardieu, wordt vaak genoemd als punt waar de nationale identiteit van de Italiaanse filmindustrie begon te bezwijken onder de afhankelijkheid van de internationale markt.
Bertolucci speet deze ineenstorting wellicht niet: hij is politiek actief en een overtuigd marxist. Net als Luchino Visconti, die aan het eind van de jaren zestig eveneens veel met buitenlandse acteurs werkte, gebruikte Bertolucci zijn films om zijn eigen politieke opvattingen te ventileren; ze zijn daarom dikwijls zowel autobiografisch als hoogst controversieel. Zijn politieke films werden voorafgegaan door anderen die de geschiedenis herwaarderen. Il conformista (1970) bekritiseert de ideologie van het fascisme, en onderzoekt zowel de relatie tussen nationaal bewustzijn en nationalisme, als collectieve smaak en collectief geheugen. 1900 houdt zich eveneens bezig met de strijd tussen Links en Rechts. The Last Emperor (1987), enkele jaren geleden opnieuw uitgebracht in een verlengde versie van 219 minuten, gaf Bertolucci de gelegenheid om zowel via zijn personages als via het filmmaken zelf politieke invloed uit te oefenen. Hij kreeg als eerste toestemming om uitgebreid te filmen in de Verboden Stad van Peking. En het centrale personage uit de film, Pu Yi, ondergaat onder Mao een communistische heropvoeding die tientallen jaren duurt, waarbij de pauwenkleuren van het paleis plaatsmaken voor de grauwe werkpakken die de mensen om hem heen dragen, als hij ten slotte tuinman is geworden.
Bernardo Bertolucci, heeft in een interview met Twan Huys voor het televisieprogramma College Tour in 2013 bevestigd dat hij en Marlon Brando voorafgaande aan de opnames van de bekende boterscène zonder medeweten van Schneider hadden afgesproken dat Brando haar tijdens het filmen bij verrassing zou aanranden, omdat Bertolucci haar reactie als meisje wilde filmen en niet haar reactie als actrice. Bertolucci heeft bekend wroeging gevoeld te hebben over deze aanpak.

## Filmografie
- 1962: La commare secca
- 1964: Prima della rivoluzione
- 1965: La via del petrolio
- 1968: Partner

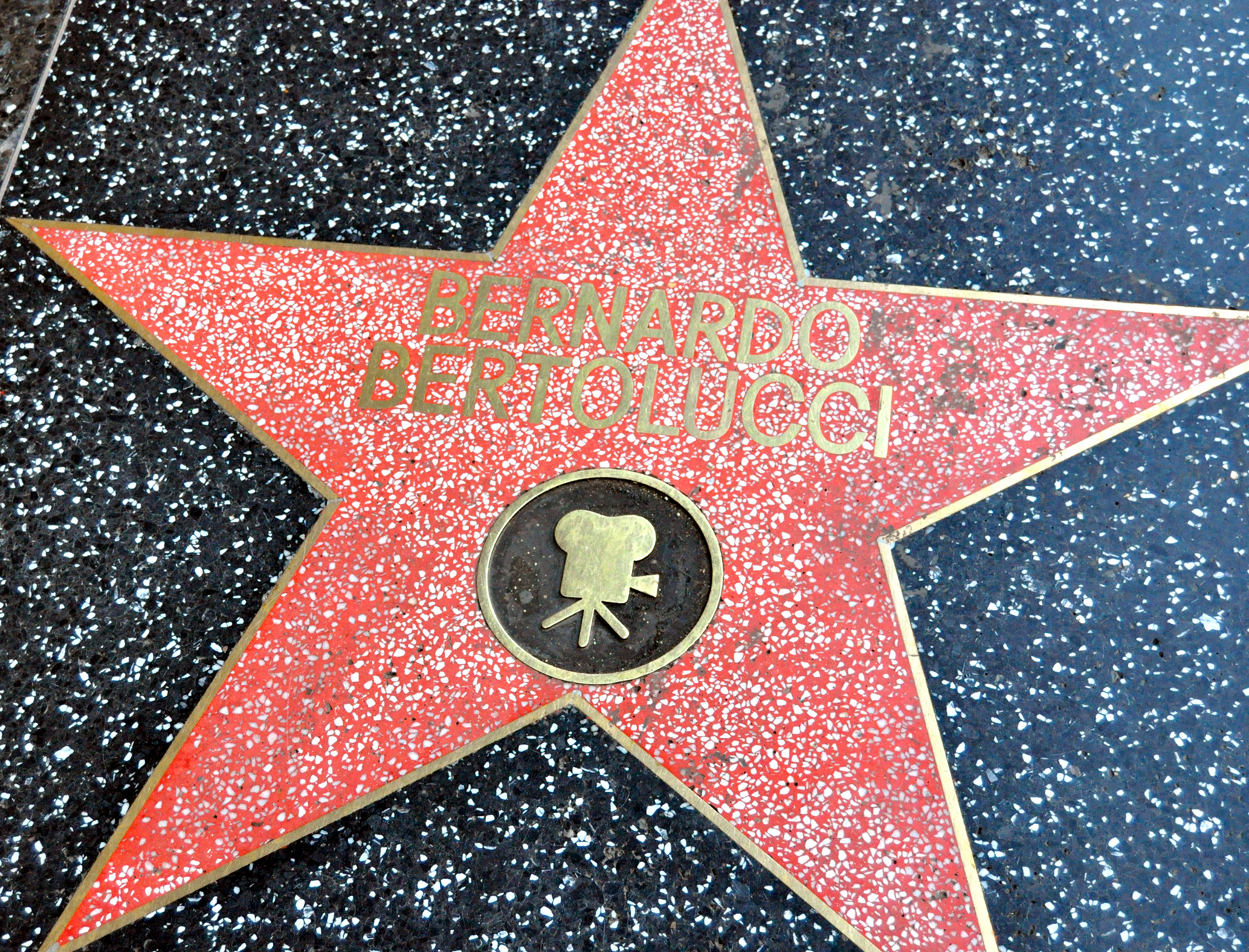
Zijn ster op de Hollywood Walk of Fame.

- 1969: Amore e rabbia (segment Agonia)
- 1970: Strategia del ragno
- 1970: Il conformista
- 1972: Ultimo tango a Parigi
- 1976: Novecento
- 1979: La luna
- 1982: La tragedia di un uomo ridicolo
- 1987: The Last Emperor
- 1989: 12 registi per 12 città (segment Bologna)
- 1990: The Sheltering Sky
- 1993: Little Buddha
- 1996: Stealing Beauty
- 1998: L'assedio
- 2002: Ten Minutes Older: The Cello (segment Histoire d'eaux)
- 2003: The Dreamers
- 2012: Io e te

Ook werkte hij mee als uitvoerend producer aan Dreaming Lhasa uit 2005 en speelt hij een rol in de documentaire Refuge van John Halpern uit 2006.
La commare secca (1962) · Prima della rivoluzione (1965) · Partner (1968) · Strategia del ragno (1970) · Il conformista (1970) · Ultimo tango a Parigi (1972) · Novecento (1976) · La luna (1979) · La tragedia di un uomo ridicolo (1982) · The Last Emperor (1987) · The Sheltering Sky (1990) · Little Buddha (1993) · Stealing Beauty (1996) · L'assedio (1998) · The Dreamers (2003) · Io e te (2012)
- Bibsys: 90080278
- Biblioteca Nacional de España: XX861284
- Bibliothèque nationale de France: cb118917132 (data)
- Catàleg d'autoritats de noms i títols de Catalunya: 981058511729606706
- CiNii: DA02720973
- Gemeinsame Normdatei: 118510096
- International Standard Name Identifier: 0000 0001 2096 8463
- Library of Congress Control Number: n50009086
- Nationale Bibliotheek van Letland: 000006270
- MusicBrainz: 5799333b-13fc-41e3-b330-3d82a6844283
- Bibliotheek van het Japanse parlement: 00433167
- Nationale Bibliotheek van Tsjechië: ola2002153001
- Nationale bibliotheek van Australië: 35018086
- Nationale Bibliotheek van Israël: 987007428044305171
- Nationale Bibliotheek van Polen: a0000001209133
- Nationale en Universitaire bibliotheek Zagreb: 000407572
- Nederlandse Thesaurus van Auteursnamen: 073504777
- Istituto Centrale per il Catalogo Unico: CFIV022754
- LIBRIS: 310155
- SNAC: w6n87ht3
- Système universitaire de documentation: 027281426
- Trove: 792590
- Union List of Artist Names: 500274635
- Virtual International Authority File: 109921450
- WorldCat: E39PBJwxQ6fmjGdTHHjjdVdG73